# Sailly-lez-Lannoy
Sailly-lez-Lannoy è un comune francese di 1 830 abitanti situato nel dipartimento del Nord nella regione dell'Alta Francia.

## Società

### Evoluzione demografica
Abitanti censiti